# Оптимист (магазин)
Оптимист је српски часопис намењен за ЛГБТ+ популацију. Сваки број има тему броја која је обрађена, као и део резервисан за водич кроз културно-уметничке догађаје који су интересантни за ЛГБТ популацију.
Магазин је основан 2011. године са циљем да информише и кроз информисање оснажи ЛГБТ заједницу у Србији, али и да доприноси смањењу хомофобије и социјалне дистанце према ЛГБТ популацији. Излази сваког другог месеца и бесплатно се дистрибуира широм Србије. У целости је доступан на интернет адреси магазина. Оптимист од свог оснивања до данас зависи од пројектног финансирања и помоћи Министарства културе и информисања, Града Београда, Града Новог Сада, Града Ниша, Холандске амбасаде у Београду, Норвешке амбасаде у Београду, Канцеларије за људска и мањинска права, АРКУС фондације.
Предраг Аздејковић је главни и одговорни уредник магазина.
Од септембра 2015. године магазин има и црногорско издање, које издаје организација Квир Монтенегро, а главни и одговорни уредник је Данијел Калезић.